# 須用賓
須用賓（1540年—1591年），字國卿，號成吾，直隸常州府武進縣人，匠籍，明朝政治人物。同進士出身。

## 生平
嘉靖四十年（1561年）辛酉科應天府鄉試第一百三十五名舉人。嘉靖四十四年（1565年）乙丑科會試二百二十八名，未廷試，隆慶二年（1568年）中式戊辰科三甲第十一名進士。兵部观政，本年授六月授杭州府推官，五年五月升刑部主事，万历三年（1575年）十一月升员外，四年正月升郎中，七月升浙江佥事，七年八月升广西参议，十一年十二月调福建佥事，十四年正月降用，十六年二月降開州知州，三月升南京户部员外郎，十九年卒。

## 家族
曾祖須世英；祖父須廷儀，王府引禮舍人；父須啟元，監生。母蔣氏，封太安人。兄用敬、弟用德、用明，俱庠生。